# إرنست كونينغهام
إرنست كونينغهام (بالإنجليزية: Ernest Cunningham)‏ هو سياسي أمريكي، ولد في 4 يوليو 1936 في الولايات المتحدة. حزبياً، نشط في الحزب الديمقراطي. وقد انتخب عضو مجلس نواب أركنساس.